# Lista över fornlämningar i Enköpings kommun (Husby-Sjutolft)
Lista över fornlämningar i Enköpings kommun (Husby-Sjutolft) är en förteckning av ett urval av de fornlämningar som finns i Husby-Sjutolft i Enköpings kommun.
| Namn                                             | Lämningstyp                 | Tillkomsttid | Historisk indelning     | Plats | Läge                 | ID-nr          | Bild                                      |
| ------------------------------------------------ | --------------------------- | ------------ | ----------------------- | ----- | -------------------- | -------------- | ----------------------------------------- |
| Husby-Sjutolft 1:1                               | Gravfält                    |              | Husby-Sjutolft, Uppland |       | 59.681061, 17.324189 | 10023900010001 | Ladda upp en bild av detta fornminne      |
| Husby-Sjutolft 2:1                               | Gravfält                    |              | Husby-Sjutolft, Uppland |       | 59.682053, 17.321368 | 10023900020001 | Ladda upp en bild av detta fornminne      |
| Husby-Sjutolft 3:1                               | Stensättning                |              | Husby-Sjutolft, Uppland |       | 59.680126, 17.331693 | 10023900030001 | Ladda upp en bild av detta fornminne      |
| Husby-Sjutolft 3:2                               | Stensättning                |              | Husby-Sjutolft, Uppland |       | 59.680184, 17.331802 | 10023900030002 | Ladda upp en bild av detta fornminne      |
| Husby-Sjutolft 3:3                               | Stensättning                |              | Husby-Sjutolft, Uppland |       | 59.679997, 17.331765 | 10023900030003 | Ladda upp en bild av detta fornminne      |
| Husby-Sjutolft 4:1                               | Hällristning                |              | Husby-Sjutolft, Uppland |       | 59.679494, 17.335506 | 10023900040001 | Ladda upp en bild av detta fornminne      |
| Husby-Sjutolft 5:1                               | Hällristning                |              | Husby-Sjutolft, Uppland |       | 59.678819, 17.322658 | 10023900050001 | Ladda upp en bild av detta fornminne      |
| Husby-Sjutolft 7:1                               | Stensättning                |              | Husby-Sjutolft, Uppland |       | 59.675623, 17.319575 | 10023900070001 | Ladda upp en bild av detta fornminne      |
| Husby-Sjutolft 8:1                               | Hällristning                |              | Husby-Sjutolft, Uppland |       | 59.676690, 17.316250 | 10023900080001 | Ladda upp en bild av detta fornminne      |
| Husby-Sjutolft 9:1                               | Gravfält                    |              | Husby-Sjutolft, Uppland |       | 59.674169, 17.349778 | 10023900090001 | Ladda upp en bild av detta fornminne      |
| Husby-Sjutolft 11:1                              | Gravfält                    |              | Husby-Sjutolft, Uppland |       | 59.673376, 17.328335 | 10023900110001 | Ladda upp en bild av detta fornminne      |
| Husby-Sjutolft 12:1                              | Bildristning                |              | Husby-Sjutolft, Uppland |       | 59.674146, 17.330745 | 10023900120001 | Ladda upp en bild av detta fornminne      |
| Husby-Sjutolft 12:2                              | Stensättning                |              | Husby-Sjutolft, Uppland |       | 59.674085, 17.330618 | 10023900120002 | Ladda upp en bild av detta fornminne      |
| Husby-Sjutolft 12:3                              | Stensättning                |              | Husby-Sjutolft, Uppland |       | 59.674007, 17.330802 | 10023900120003 | Ladda upp en bild av detta fornminne      |
| Husby-Sjutolft 12:4                              | Stensättning                |              | Husby-Sjutolft, Uppland |       | 59.674005, 17.330944 | 10023900120004 | Ladda upp en bild av detta fornminne      |
| Husby-Sjutolft 13:1                              | Gravfält                    |              | Husby-Sjutolft, Uppland |       | 59.673502, 17.330863 | 10023900130001 | Ladda upp en bild av detta fornminne      |
| Husby-Sjutolft 14:1                              | Stensättning                |              | Husby-Sjutolft, Uppland |       | 59.670153, 17.334631 | 10023900140001 | Ladda upp en bild av detta fornminne      |
| Husby-Sjutolft 15:1                              | Stensättning                |              | Husby-Sjutolft, Uppland |       | 59.669621, 17.336118 | 10023900150001 | Ladda upp en bild av detta fornminne      |
| Husby-Sjutolft 15:2                              | Stensättning                |              | Husby-Sjutolft, Uppland |       | 59.669527, 17.336035 | 10023900150002 | Ladda upp en bild av detta fornminne      |
| Husby-Sjutolft 17:1                              | Gravfält                    |              | Husby-Sjutolft, Uppland |       | 59.676853, 17.357086 | 10023900170001 | Ladda upp en bild av detta fornminne      |
| Husby-Sjutolft 21:1                              | Stensättning                |              | Husby-Sjutolft, Uppland |       | 59.664839, 17.347417 | 10023900210001 | Ladda upp en bild av detta fornminne      |
| Husby-Sjutolft 21:2                              | Stensättning                |              | Husby-Sjutolft, Uppland |       | 59.664461, 17.347644 | 10023900210002 | Ladda upp en bild av detta fornminne      |
| Husby-Sjutolft 22:1                              | Hällristning                |              | Husby-Sjutolft, Uppland |       | 59.666447, 17.344615 | 10023900220001 | Ladda upp en bild av detta fornminne      |
| Husby-Sjutolft 25:1                              | Stensättning                |              | Husby-Sjutolft, Uppland |       | 59.667641, 17.351279 | 10023900250001 | Ladda upp en bild av detta fornminne      |
| Husby-Sjutolft 25:2                              | Stensättning                |              | Husby-Sjutolft, Uppland |       | 59.667421, 17.351531 | 10023900250002 | Ladda upp en bild av detta fornminne      |
| Husby-Sjutolft 28:1                              | Gravfält                    |              | Husby-Sjutolft, Uppland |       | 59.661492, 17.353108 | 10023900280001 | Ladda upp en bild av detta fornminne      |
| Husby-Sjutolft 30:1                              | Stensättning                |              | Husby-Sjutolft, Uppland |       | 59.665400, 17.337245 | 10023900300001 | Ladda upp en bild av detta fornminne      |
| Husby-Sjutolft 33:1                              | Gravfält                    |              | Husby-Sjutolft, Uppland |       | 59.666845, 17.329277 | 10023900330001 | Ladda upp en bild av detta fornminne      |
| Husby-Sjutolft 34:1                              | Gravfält                    |              | Husby-Sjutolft, Uppland |       | 59.659655, 17.337314 | 10023900340001 | Ladda upp en bild av detta fornminne      |
| Husby-Sjutolft 35:1                              | Runristning                 |              | Husby-Sjutolft, Uppland |       | 59.659387, 17.334104 | 10023900350001 | Ladda upp en bild av detta fornminne      |
| Husby-Sjutolft 35:2                              | Runristning                 |              | Husby-Sjutolft, Uppland |       | 59.659351, 17.334337 | 10023900350002 | Ladda upp en bild av detta fornminne      |
| Husby-Sjutolft 36:1                              | Grav- och boplatsområde     |              | Husby-Sjutolft, Uppland |       | 59.661866, 17.334194 | 10023900360001 | Ladda upp en bild av detta fornminne      |
| Husby-Sjutolft 37:1                              | Gravfält                    |              | Husby-Sjutolft, Uppland |       | 59.661175, 17.327549 | 10023900370001 | Ladda upp en bild av detta fornminne      |
| Husby-Sjutolft 39:1                              | Stensättning                |              | Husby-Sjutolft, Uppland |       | 59.664717, 17.328457 | 10023900390001 | Ladda upp en bild av detta fornminne      |
| Husby-Sjutolft 41:1                              | Gravfält                    |              | Husby-Sjutolft, Uppland |       | 59.663080, 17.324135 | 10023900410001 | Ladda upp en bild av detta fornminne      |
| Husby-Sjutolft 42:1                              | Stensättning                |              | Husby-Sjutolft, Uppland |       | 59.661684, 17.320153 | 10023900420001 | Ladda upp en bild av detta fornminne      |
| Husby-Sjutolft 43:1                              | Gravfält                    |              | Husby-Sjutolft, Uppland |       | 59.665647, 17.318841 | 10023900430001 | Ladda upp en bild av detta fornminne      |
| Husby-Sjutolft 45:4                              | Stensättning                |              | Husby-Sjutolft, Uppland |       | 59.664575, 17.314121 | 10023900450004 | Ladda upp en bild av detta fornminne      |
| Husby-Sjutolft 46:1                              | Grav- och boplatsområde     |              | Husby-Sjutolft, Uppland |       | 59.666360, 17.324357 | 10023900460001 | Ladda upp en bild av detta fornminne      |
| Husby-Sjutolft 47:1                              | Gravfält                    |              | Husby-Sjutolft, Uppland |       | 59.667282, 17.325883 | 10023900470001 | Ladda upp en bild av detta fornminne      |
| Husby-Sjutolft 48:1                              | Gravfält                    |              | Husby-Sjutolft, Uppland |       | 59.666979, 17.328089 | 10023900480001 | Ladda upp en bild av detta fornminne      |
| Husby-Sjutolft 50:1                              | Gravfält                    |              | Husby-Sjutolft, Uppland |       | 59.667384, 17.314542 | 10023900500001 | Ladda upp en bild av detta fornminne      |
| Husby-Sjutolft 51:1                              | Runristning                 |              | Husby-Sjutolft, Uppland |       | 59.660502, 17.316828 | 10023900510001 | Ladda upp en bild av detta fornminne      |
| Husby-Sjutolft 56:1                              | Gravfält                    |              | Husby-Sjutolft, Uppland |       | 59.659608, 17.323411 | 10023900560001 | Ladda upp en bild av detta fornminne      |
| Husby-Sjutolft 57:1                              | Gravfält                    |              | Husby-Sjutolft, Uppland |       | 59.659731, 17.327540 | 10023900570001 | Ladda upp en bild av detta fornminne      |
| Husby-Sjutolft 57:2                              | Bildristning                |              | Husby-Sjutolft, Uppland |       | 59.660146, 17.327671 | 10023900570002 | Ladda upp en bild av detta fornminne      |
| Husby-Sjutolft 58:1                              | Gravfält                    |              | Husby-Sjutolft, Uppland |       | 59.660170, 17.326041 | 10023900580001 | Ladda upp en bild av detta fornminne      |
| Husby-Sjutolft 59:1                              | Stensättning                |              | Husby-Sjutolft, Uppland |       | 59.657537, 17.331236 | 10023900590001 | Ladda upp en bild av detta fornminne      |
| Husby-Sjutolft 59:2                              | Hällristning                |              | Husby-Sjutolft, Uppland |       | 59.657575, 17.331103 | 10023900590002 | Ladda upp en bild av detta fornminne      |
| Husby-Sjutolft 69:1                              | Hällristning                |              | Husby-Sjutolft, Uppland |       | 59.653416, 17.333283 | 10023900690001 | Ladda upp en bild av detta fornminne      |
| Husby-Sjutolft 70:1                              | Gravfält                    |              | Husby-Sjutolft, Uppland |       | 59.654359, 17.335826 | 10023900700001 | Ladda upp en bild av detta fornminne      |
| Husby-Sjutolft 73:1                              | Gravfält                    |              | Husby-Sjutolft, Uppland |       | 59.655837, 17.342611 | 10023900730001 | Ladda upp en bild av detta fornminne      |
| Husby-Sjutolft 74:1                              | Stensättning                |              | Husby-Sjutolft, Uppland |       | 59.656253, 17.345439 | 10023900740001 | Ladda upp en bild av detta fornminne      |
| Husby-Sjutolft 74:2                              | Hällristning                |              | Husby-Sjutolft, Uppland |       | 59.656265, 17.345634 | 10023900740002 | Ladda upp en bild av detta fornminne      |
| Husby-Sjutolft 80:1                              | Hög                         |              | Husby-Sjutolft, Uppland |       | 59.656839, 17.336603 | 10023900800001 | Ladda upp en bild av detta fornminne      |
| Husby-Sjutolft 80:2                              | Hög                         |              | Husby-Sjutolft, Uppland |       | 59.656496, 17.337031 | 10023900800002 | Ladda upp en bild av detta fornminne      |
| Husby-Sjutolft 82:1                              | Grav- och boplatsområde     |              | Husby-Sjutolft, Uppland |       | 59.648306, 17.326107 | 10023900820001 | Ladda upp en bild av detta fornminne      |
| Upplands runinskrifter 643 (Husby-Sjutolft 88:1) | Runristning                 |              | Husby-Sjutolft, Uppland |       | 59.651467, 17.376855 | 10023900880001 | Ladda upp en till bild av detta fornminne |
| Upplands runinskrifter 642 (Husby-Sjutolft 88:2) | Runristning                 |              | Husby-Sjutolft, Uppland |       | 59.651277, 17.376990 | 10023900880002 | Ladda upp en till bild av detta fornminne |
| Husby-Sjutolft 89:1                              | Runristning                 |              | Husby-Sjutolft, Uppland |       | 59.650581, 17.362546 | 10023900890001 | Ladda upp en bild av detta fornminne      |
| Upplands runinskrifter 746 (Husby-Sjutolft 90:1) | Runristning                 |              | Husby-Sjutolft, Uppland |       | 59.671232, 17.358870 | 10023900900001 | Ladda upp en till bild av detta fornminne |
| Husby-Sjutolft 91:1                              | Stensättning                |              | Husby-Sjutolft, Uppland |       | 59.671765, 17.358721 | 10023900910001 | Ladda upp en bild av detta fornminne      |
| Husby-Sjutolft 91:2                              | Stensättning                |              | Husby-Sjutolft, Uppland |       | 59.671632, 17.358750 | 10023900910002 | Ladda upp en bild av detta fornminne      |
| Husby-Sjutolft 93:1                              | Gravfält                    |              | Husby-Sjutolft, Uppland |       | 59.671281, 17.364546 | 10023900930001 | Ladda upp en bild av detta fornminne      |
| Husby-Sjutolft 94:1                              | Stensättning                |              | Husby-Sjutolft, Uppland |       | 59.673864, 17.365489 | 10023900940001 | Ladda upp en bild av detta fornminne      |
| Husby-Sjutolft 94:2                              | Stensättning                |              | Husby-Sjutolft, Uppland |       | 59.673521, 17.365654 | 10023900940002 | Ladda upp en bild av detta fornminne      |
| Husby-Sjutolft 94:3                              | Stensättning                |              | Husby-Sjutolft, Uppland |       | 59.673358, 17.365782 | 10023900940003 | Ladda upp en bild av detta fornminne      |
| Husby-Sjutolft 94:4                              | Stensättning                |              | Husby-Sjutolft, Uppland |       | 59.673148, 17.366265 | 10023900940004 | Ladda upp en bild av detta fornminne      |
| Husby-Sjutolft 94:5                              | Stensättning                |              | Husby-Sjutolft, Uppland |       | 59.673011, 17.366450 | 10023900940005 | Ladda upp en bild av detta fornminne      |
| Husby-Sjutolft 96:1                              | Gravfält                    |              | Husby-Sjutolft, Uppland |       | 59.669874, 17.310116 | 10023900960001 | Ladda upp en bild av detta fornminne      |
| Husby-Sjutolft 104:1                             | Stensättning                |              | Husby-Sjutolft, Uppland |       | 59.658278, 17.306878 | 10023901040001 | Ladda upp en bild av detta fornminne      |
| Husby-Sjutolft 106:1                             | Gravfält                    |              | Husby-Sjutolft, Uppland |       | 59.658350, 17.297826 | 10023901060001 | Ladda upp en bild av detta fornminne      |
| Husby-Sjutolft 107:1                             | Stensättning                |              | Husby-Sjutolft, Uppland |       | 59.651972, 17.293704 | 10023901070001 | Ladda upp en bild av detta fornminne      |
| Husby-Sjutolft 110:1                             | Gravfält                    |              | Husby-Sjutolft, Uppland |       | 59.643308, 17.369932 | 10023901100001 | Ladda upp en bild av detta fornminne      |
| Husby-Sjutolft 112:1                             | Stensättning                |              | Husby-Sjutolft, Uppland |       | 59.624104, 17.375595 | 10023901120001 | Ladda upp en bild av detta fornminne      |
| Husby-Sjutolft 113:1                             | Stensättning                |              | Husby-Sjutolft, Uppland |       | 59.622818, 17.381120 | 10023901130001 | Ladda upp en bild av detta fornminne      |
| Husby-Sjutolft 113:2                             | Stensättning                |              | Husby-Sjutolft, Uppland |       | 59.622796, 17.381341 | 10023901130002 | Ladda upp en bild av detta fornminne      |
| Husby-Sjutolft 114:1                             | Stensättning                |              | Husby-Sjutolft, Uppland |       | 59.621047, 17.380190 | 10023901140001 | Ladda upp en bild av detta fornminne      |
| Husby-Sjutolft 114:2                             | Stensättning                |              | Husby-Sjutolft, Uppland |       | 59.620857, 17.380328 | 10023901140002 | Ladda upp en bild av detta fornminne      |
| Husby-Sjutolft 115:1                             | Stensättning                |              | Husby-Sjutolft, Uppland |       | 59.613551, 17.355782 | 10023901150001 | Ladda upp en bild av detta fornminne      |
| Husby-Sjutolft 116:1                             | Gravfält                    |              | Husby-Sjutolft, Uppland |       | 59.609893, 17.371794 | 10023901160001 | Ladda upp en bild av detta fornminne      |
| Husby-Sjutolft 117:1                             | Röse                        |              | Husby-Sjutolft, Uppland |       | 59.616022, 17.370992 | 10023901170001 | Ladda upp en bild av detta fornminne      |
| Husby-Sjutolft 117:2                             | Stensättning                |              | Husby-Sjutolft, Uppland |       | 59.615926, 17.370723 | 10023901170002 | Ladda upp en bild av detta fornminne      |
| Husby-Sjutolft 117:3                             | Stensättning                |              | Husby-Sjutolft, Uppland |       | 59.615789, 17.370154 | 10023901170003 | Ladda upp en bild av detta fornminne      |
| Husby-Sjutolft 117:4                             | Stensättning                |              | Husby-Sjutolft, Uppland |       | 59.615380, 17.369746 | 10023901170004 | Ladda upp en bild av detta fornminne      |
| Husby-Sjutolft 117:5                             | Stensättning                |              | Husby-Sjutolft, Uppland |       | 59.615242, 17.369963 | 10023901170005 | Ladda upp en bild av detta fornminne      |
| Husby-Sjutolft 119:1                             | Gravfält                    |              | Husby-Sjutolft, Uppland |       | 59.616766, 17.335307 | 10023901190001 | Ladda upp en bild av detta fornminne      |
| Husby-Sjutolft 122:1                             | Stensättning                |              | Husby-Sjutolft, Uppland |       | 59.665963, 17.347713 | 10023901220001 | Ladda upp en bild av detta fornminne      |
| Husby-Sjutolft 122:2                             | Stensättning                |              | Husby-Sjutolft, Uppland |       | 59.665835, 17.347598 | 10023901220002 | Ladda upp en bild av detta fornminne      |
| Husby-Sjutolft 122:3                             | Stensättning                |              | Husby-Sjutolft, Uppland |       | 59.665638, 17.347460 | 10023901220003 | Ladda upp en bild av detta fornminne      |
| Husby-Sjutolft 122:4                             | Stensättning                |              | Husby-Sjutolft, Uppland |       | 59.665569, 17.347411 | 10023901220004 | Ladda upp en bild av detta fornminne      |
| Husby-Sjutolft 123:2                             | Hällristning                |              | Husby-Sjutolft, Uppland |       | 59.666286, 17.327132 | 10023901230002 | Ladda upp en bild av detta fornminne      |
| Joar Blå (Husby-Sjutolft 124:1)                  | Fornborg                    |              | Husby-Sjutolft, Uppland |       | 59.635840, 17.381924 | 10023901240001 | Ladda upp en bild av detta fornminne      |
| Husby-Sjutolft 124:2                             | Röse                        |              | Husby-Sjutolft, Uppland |       | 59.635882, 17.380824 | 10023901240002 | Ladda upp en bild av detta fornminne      |
| Husby-Sjutolft 126:1                             | Hällristning                |              | Husby-Sjutolft, Uppland |       | 59.679572, 17.322261 | 10023901260001 | Ladda upp en bild av detta fornminne      |
| Husby-Sjutolft 127:1                             | Stensättning                |              | Husby-Sjutolft, Uppland |       | 59.665294, 17.310236 | 10023901270001 | Ladda upp en bild av detta fornminne      |
| Husby-Sjutolft 127:2                             | Stensättning                |              | Husby-Sjutolft, Uppland |       | 59.665370, 17.310060 | 10023901270002 | Ladda upp en bild av detta fornminne      |
| Husby-Sjutolft 128:1                             | Hällristning                |              | Husby-Sjutolft, Uppland |       | 59.664452, 17.311976 | 10023901280001 | Ladda upp en bild av detta fornminne      |
| Husby-Sjutolft 128:2                             | Hällristning                |              | Husby-Sjutolft, Uppland |       | 59.664558, 17.312131 | 10023901280002 | Ladda upp en bild av detta fornminne      |
| Husby-Sjutolft 129:1                             | Hällristning                |              | Husby-Sjutolft, Uppland |       | 59.648962, 17.326520 | 10023901290001 | Ladda upp en bild av detta fornminne      |
| Husby-Sjutolft 131:1                             | Hällristning                |              | Husby-Sjutolft, Uppland |       | 59.662116, 17.320332 | 10023901310001 | Ladda upp en bild av detta fornminne      |
| Husby-Sjutolft 133:1                             | Hällristning                |              | Husby-Sjutolft, Uppland |       | 59.680318, 17.331074 | 10023901330001 | Ladda upp en bild av detta fornminne      |
| Husby-Sjutolft 153:4                             | Stensättning                |              | Husby-Sjutolft, Uppland |       | 59.665183, 17.319953 | 10023901530004 | Ladda upp en bild av detta fornminne      |
| Husby-Sjutolft 165:1                             | Grav markerad av sten/block |              | Husby-Sjutolft, Uppland |       | 59.660334, 17.324996 | 10023901650001 | Ladda upp en bild av detta fornminne      |
| Husby-Sjutolft 165:2                             | Stensättning                |              | Husby-Sjutolft, Uppland |       | 59.660295, 17.325143 | 10023901650002 | Ladda upp en bild av detta fornminne      |
| Husby-Sjutolft 165:3                             | Stensättning                |              | Husby-Sjutolft, Uppland |       | 59.660375, 17.325157 | 10023901650003 | Ladda upp en bild av detta fornminne      |
| Husby-Sjutolft 166:1                             | Hällristning                |              | Husby-Sjutolft, Uppland |       | 59.658181, 17.338671 | 10023901660001 | Ladda upp en bild av detta fornminne      |
| Husby-Sjutolft 167:1                             | Hällristning                |              | Husby-Sjutolft, Uppland |       | 59.655990, 17.343078 | 10023901670001 | Ladda upp en bild av detta fornminne      |
| Husby-Sjutolft 173:1                             | Stensättning                |              | Husby-Sjutolft, Uppland |       | 59.666108, 17.334128 | 10023901730001 | Ladda upp en bild av detta fornminne      |
| Husby-Sjutolft 174:1                             | Hällristning                |              | Husby-Sjutolft, Uppland |       | 59.646879, 17.325916 | 10023901740001 | Ladda upp en bild av detta fornminne      |
| Husby-Sjutolft 178:3                             | Husgrund, historisk tid     |              | Husby-Sjutolft, Uppland |       | 59.655165, 17.387215 | 10023901780003 | Ladda upp en bild av detta fornminne      |
| Husby-Sjutolft 181:1                             | Gravfält                    |              | Husby-Sjutolft, Uppland |       | 59.665849, 17.323193 | 10023901810001 | Ladda upp en bild av detta fornminne      |
| Husby-Sjutolft 186:1                             | Stensättning                |              | Husby-Sjutolft, Uppland |       | 59.608531, 17.373241 | 10023901860001 | Ladda upp en bild av detta fornminne      |
| Husby-Sjutolft 188:1                             | Gravfält                    |              | Husby-Sjutolft, Uppland |       | 59.615302, 17.337397 | 10023901880001 | Ladda upp en bild av detta fornminne      |
| Husby-Sjutolft 196:1                             | Stensättning                |              | Husby-Sjutolft, Uppland |       | 59.613133, 17.354799 | 10023901960001 | Ladda upp en bild av detta fornminne      |
| Husby-Sjutolft 202:1                             | Stensättning                |              | Husby-Sjutolft, Uppland |       | 59.614580, 17.370682 | 10023902020001 | Ladda upp en bild av detta fornminne      |
| Husby-Sjutolft 202:2                             | Stensättning                |              | Husby-Sjutolft, Uppland |       | 59.614605, 17.370962 | 10023902020002 | Ladda upp en bild av detta fornminne      |
| Husby-Sjutolft 202:3                             | Stensättning                |              | Husby-Sjutolft, Uppland |       | 59.614699, 17.371845 | 10023902020003 | Ladda upp en bild av detta fornminne      |
| Husby-Sjutolft 203:1                             | Röse                        |              | Husby-Sjutolft, Uppland |       | 59.616958, 17.368316 | 10023902030001 | Ladda upp en bild av detta fornminne      |
| Sisshammars krog (Husby-Sjutolft 403)            | Husgrund, historisk tid     |              | Husby-Sjutolft, Uppland |       | 59.614553, 17.336525 | 12000000019478 | Ladda upp en bild av detta fornminne      |
| Husby-Sjutolft 415                               | Lägenhetsbebyggelse         |              | Husby-Sjutolft, Uppland |       | 59.654721, 17.384322 | 12000000089754 | Ladda upp en bild av detta fornminne      |